# RC-генератор
RC-генератор — електронний генератор, в якому частота коливань визначається частотно-залежним елементом на базі RC-кола.
Лінійні електронні осциляторні схеми, які генерують синусоїдальний вихідний сигнал, складаються з підсилювача і частотно-селективного елемента — фільтра. Схеми генераторів, які використовують RC-коло, комбінацію резисторів і конденсаторів в їх частотно-селективних частинах, називаються RC-генераторами. Належать до класу автоколивальних систем релаксаційного типу.

## Синусоїдальні генератори

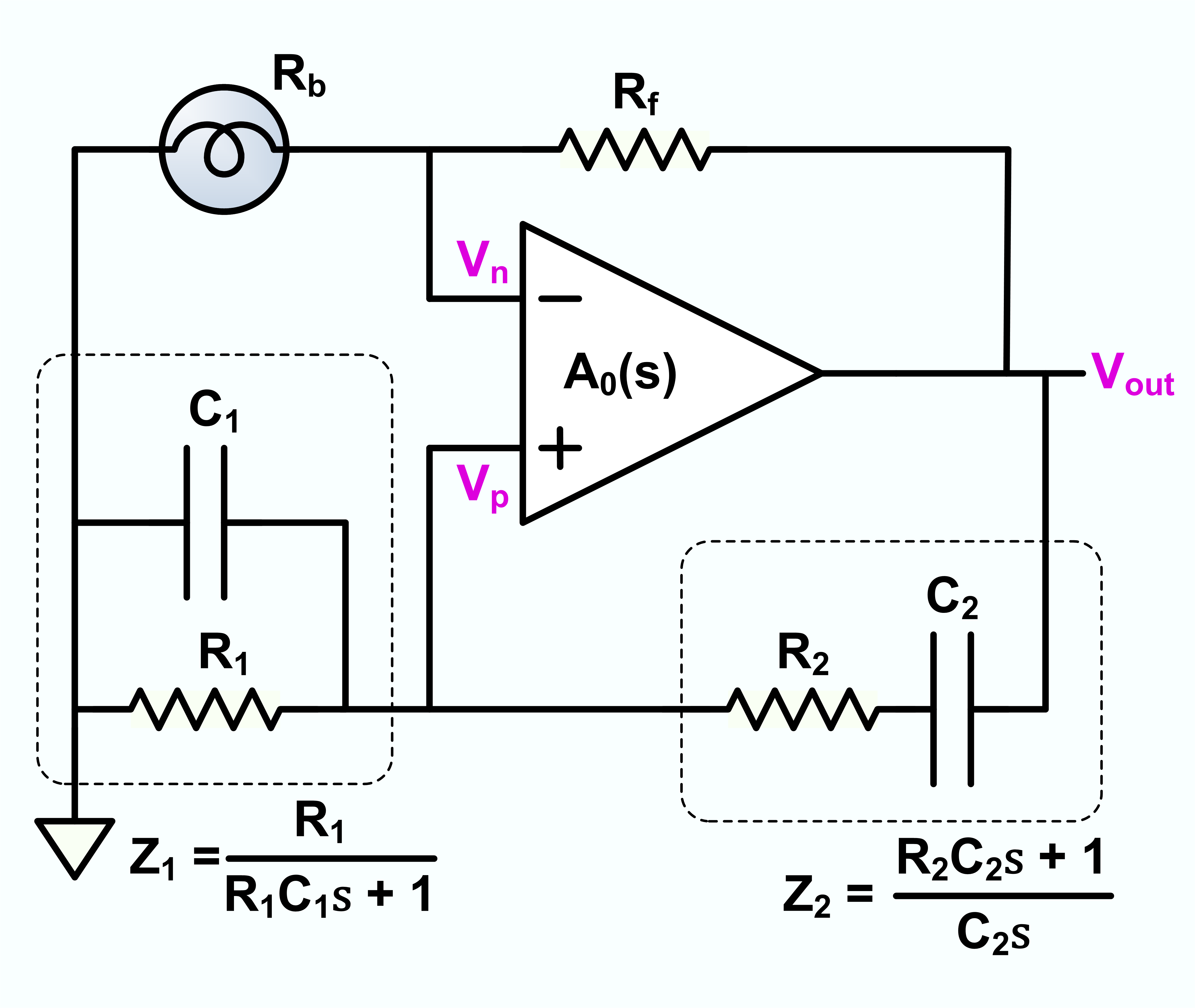
Міст Віна з патоматичним контролем підсилення. Rb — невелика лампа розжарення. Зазвичай, R1 = R2 = R і C1 = C2 = C. За нормальних умов, Rb розігрівається до температури, коли її опір дорівнює Rf/2.

Загальновідомі дві конфігурації. Перша називається генератор з мостом Віна. У цій схемі використовуються два RC-кола, один з послідовними RC-компонентами і один з паралельними RC-компонентами. Міст Віна часто використовується в генераторах звукових сигналів, так як він може легко налаштовуватися двосекційним змінним конденсатором або двосекційним змінним потенціометром (який для генерації на низьких частотах більш доступний, ніж відповідний змінний конденсатор).
Друга загальновідома конструкція називається генератором з подвійним Т-мостом, так як в ній використовуються два Т-подібні RC-кола, ввімкнені паралельно. Один ланцюг є Т-подібним R-C-R-колом, який діє як фільтр, що пропускає низькі частоти. Другий ланцюг є Т-подібним C-R-C-колом, який діє як фільтр, що пропускає високі частоти. Разом ці ланцюги утворюють міст, який налаштовується на генерацію необхідної частоти.

Фазозміщуючий генератор

Іншою загальновідомою розробкою є фазозміщуючий генератор. У ньому коло зворотнього зв'язку складається з трьох ідентичних RC-каскадів. У найпростішій схемі конденсатори і резистори в кожній з секцій мають однаковий номінал. Тоді на частоті коливань кожного каскаду RC вносить ссув на 60°, а в цілому на 180°. Частота коливань визначається за формулою:
{\displaystyle f={\frac {1}{2\pi RC{\sqrt {6}}}}}
Коло зворотного зв'язку має ослаблення 1:29, тому операційний підсилювач повинен мати коефіцієнт підсилення 29.
{\displaystyle R_{\mathrm {fb} }=29\cdot R}
Якщо RC-генератори використовуються для отримання неспотвореної синусоїди, то вони зазвичай вимагають пристрій деякого виду для управління амплітудою. Багато розробок просто використовують лампочку розжарювання або термістор в колі зворотного зв'язку. Ці генератори використовують той факт, що опір вольфрамової спіралі збільшується пропорційно її температурі, термістор працює схожим чином. Добре діє нижче температури, при якій нитка розжарення дійсно світиться, збільшення амплітуди сигналу зворотного зв'язку збільшує струм, що протікає в нитки розжарювання, тим самим збільшуючи опір нитки розжарювання. Збільшення опору нитки розжарювання зменшує сигнал зворотного зв'язку, обмежуючи сигнал генератора до лінійної області.
Складніші генератори вимірюють вихідний рівень і використовують це як зворотний зв'язок для управління посиленням керованого напругою підсилювача всередині генератора.

## Імпульсні генератори
Існує багато пристроїв, які не вимагають від RC-генераторів виробляти синусоїду. Найбільш часто застосовуються генератори імпульсів прямокутної форми. Мультивібратор є одним з них. Інше схемотехнічне рішення генератора використовується в спеціалізованій інтегральній мікросхемі NE555, що випускається фірмою Philips. У Радянському Союзі ідея такої побудови генератора імпульсної напруги була реалізована в 80-х роках минулого століття у винаходах Могильчака В. Ф. Відмінною особливістю цих генераторів є те, що, на відміну від NE555, вони можуть збиратися на стандартних мікросхемах. Багато несинусоїдальних RC-генераторів вимагають тільки одне RC-коло.